# Sztuka starożytnej Grecji
Sztuka starożytnej Grecji powstała i rozwijała się po upadku kultury mykeńskiej, spowodowanym w głównym stopniu najazdem Dorów. Za czas jej trwania przyjmuje się okres od ok. 1200 p.n.e. do I w. p.n.e., czyli do czasu podboju starożytnej Grecji przez Rzymian. Jednak wraz z podbojem rzymskim, nie skończył się definitywnie okres sztuki greckiej. Artyści nadal tworzyli, ale przede wszystkim na potrzeby kolekcjonerów rzymskich. Najczęściej ich dzieła były kopiami znanych wcześniej dzieł greckich. Dzięki tej działalności znamy wygląd wielu rzeźb, których oryginały zaginęły lub zostały zniszczone. Sztuka grecka (m.in. właśnie dzięki kopiom) wywarła ogromny wpływ na sztukę rzymską, jednak wraz ze zmianami politycznymi skończyła się jej samodzielność.
Czas trwania sztuki greckiej dzielony jest na następujące okresy rozwoju:

## Okres archaiczny
Okres archaiczny to najstarszy z trzech etapów rozwoju sztuki w rejonie basenu Morza Egejskiego. Początki sięgają najazdu Dorów na Peloponez w XII wieku p.n.e. i wiązanego z nim upadku kultury mykeńskiej. Wydarzenia kończące ten pierwszy okres związane są z początkiem II wojny perskiej, a ściślej z bitwą pod Salaminą oraz zniszczeniem Aten w 480 p.n.e. Okres archaiczny dzielony jest umownie na cztery mniejsze przedziały czasowe, które noszą nazwy:
- okres ciemny
- okres wczesnoarchaiczny
- okres dojrzałego archaizmu
- okres późnego archaizmu

## Okres klasyczny
Okres klasyczny to drugi z etapów, na które zazwyczaj dzieli się czas trwania i rozwoju sztuki na terenach zamieszkanych przez ludy greckie, czyli na obszarach należących do basenu Morza Egejskiego. Jako wydarzenie rozpoczynające ten okres przyjmowana jest data bitwy pod Salaminą (480 p.n.e.) a wydarzenia kończące go wiązane są z datą śmierci Aleksandra Macedońskiego w 323 p.n.e., po której nastąpił stopniowy podział jego imperium.
Ten przedział czasu umownie dzielony jest na trzy etapy, określane jako:
- okres wczesnoklasyczny (480-445 p.n.e.), związany przede wszystkim z rozpoczętą po II wojnie perskiej odbudową Aten
- okres klasyczny, związany z działalnością Peryklesa
- okres późnoklasyczny, obejmujący czas po zakończeniu wojen peloponeskich i włączenia Grecji do imperium Aleksandra Wielkiego.

## Okres hellenistyczny

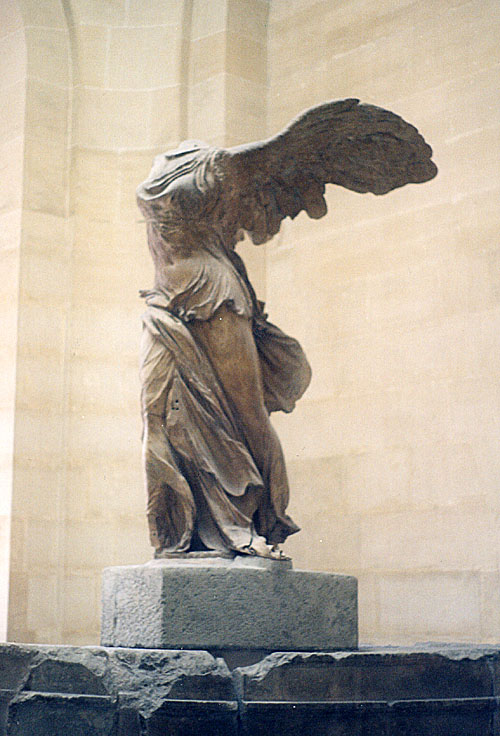
Nike z Samotraki ok. 180 p.n.e.(Luwr, Paryż)

Okres hellenistyczny, to ostatni w dziejach umowny czas trwania i rozwoju sztuki starożytnej Grecji. Daty określające jego ramy to rok śmierci Aleksandra Macedońskiego w 323 p.n.e. i rok 30 p.n.e., w którym nastąpił podbój ostatniego, niezależnego państwa hellenistycznego, jakim w tym czasie był Egipt.
Wojny Aleksandra Wielkiego rozszerzyły terytorialny zasięg oddziaływania sztuki greckiej. Jednocześnie, wiele z podbitych państw już wcześniej posiadało bogate tradycje kulturowe (np. starożytny Egipt, Mezopotamia, Persja). Wzajemne przenikanie się elementów greckich i orientalnych a także w późniejszym okresie italskich, zdecydowało o dalszych kierunkach rozwoju sztuki hellenistycznej. Wielu jej twórców wywodziło się z tradycyjnych ośrodków artystycznych greckich, czerpiąc z bogatej spuścizny poszukiwało nowych form wyrazu pełniej odpowiadających nowym realiom. Wraz z ekspansją terytorialną powstawały nowe ośrodki, w których miejscowe tradycje wywierały wpływ na działających w nich artystów.
W nauce nastąpił rozwój nauk przyrodniczych i filozofii. Zainteresowanie człowiekiem i jego rozwojem od wczesnych lat życia do późnej starości w sztuce zaowocowało licznymi portretami przedstawicieli wszystkich ras, warstw społecznych, ludzi zdrowych, kalekich i starców. Przedstawienia na reliefach i obrazach zamiast neutralnego tła otrzymały bogate pejzaże. Idealizacja została zastąpiona tendencjami naturalistycznymi a klasyczna harmonia ustąpiła miejsca ekspresji i kontrastowi piękna i brzydoty.